# 光が丘公園

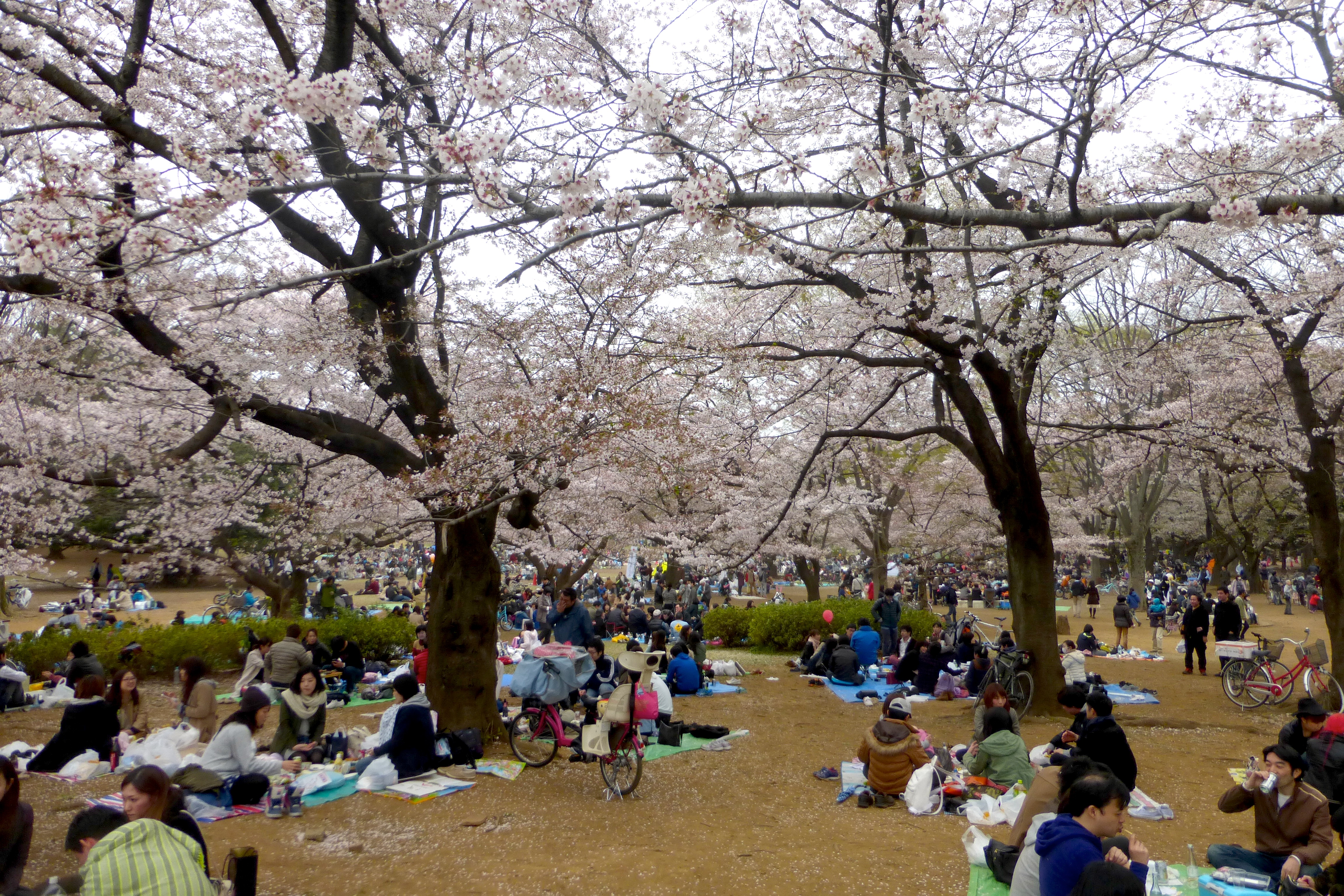
光が丘公園の花見

光が丘公園（ひかりがおかこうえん）は、東京都練馬区光が丘、旭町および板橋区赤塚新町にある都立の都市公園（総合公園）。光が丘団地に隣接する練馬区最大の公園である。
同地には、戦時中は特攻隊の出撃基地ともなった成増飛行場や、日本初の私立の林間学校神田區武蔵健兒學園（花岡学院）があった。戦後は米軍の家族住宅、グラントハイツとして利用された。

## 概要
光が丘団地や商業施設光が丘IMA、光が丘清掃工場などに連接している。1973年（昭和48年）に米軍グラントハイツが返還され、その跡地に造成された。

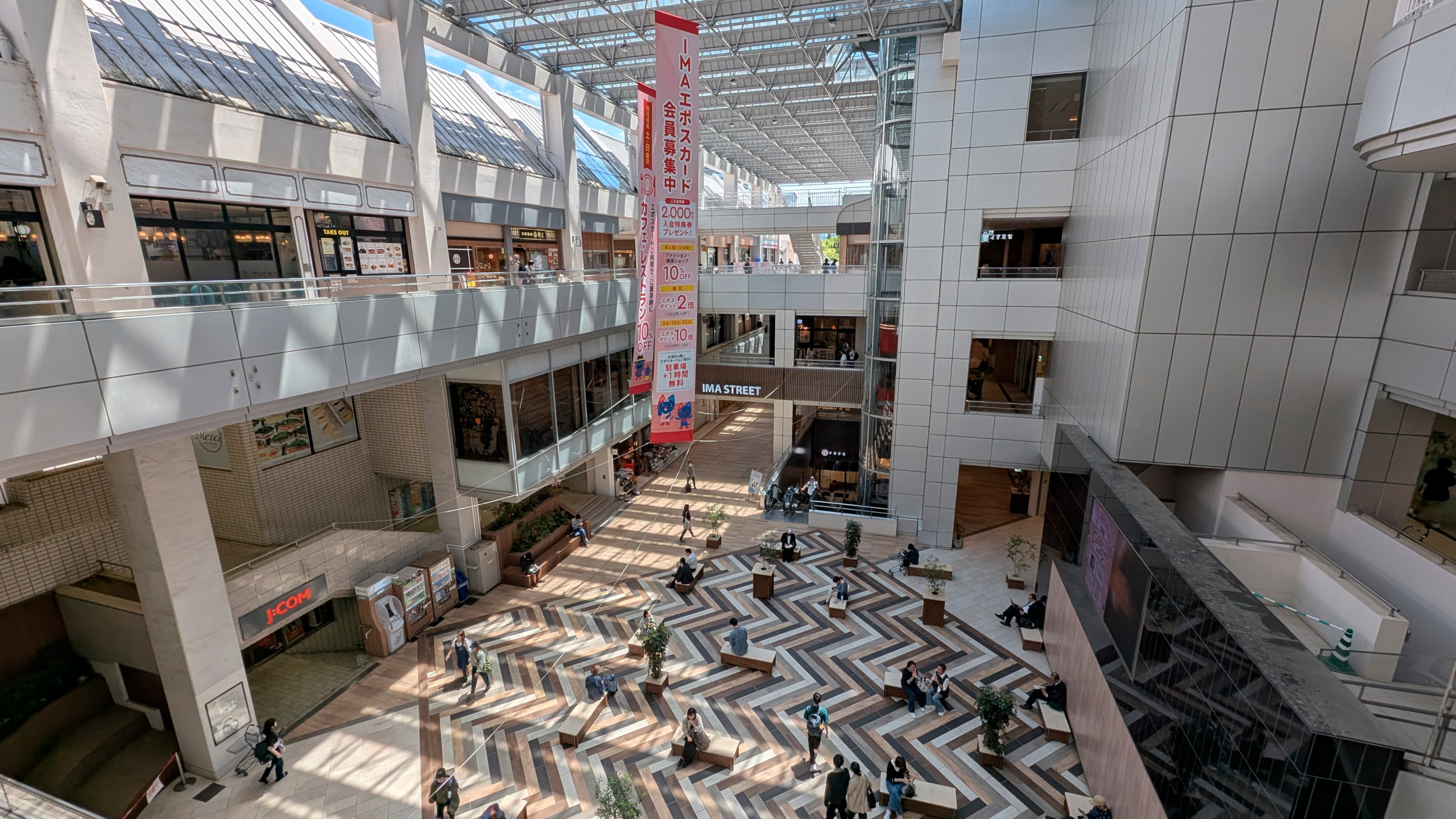
光が丘IMA・光の広場 3Fより
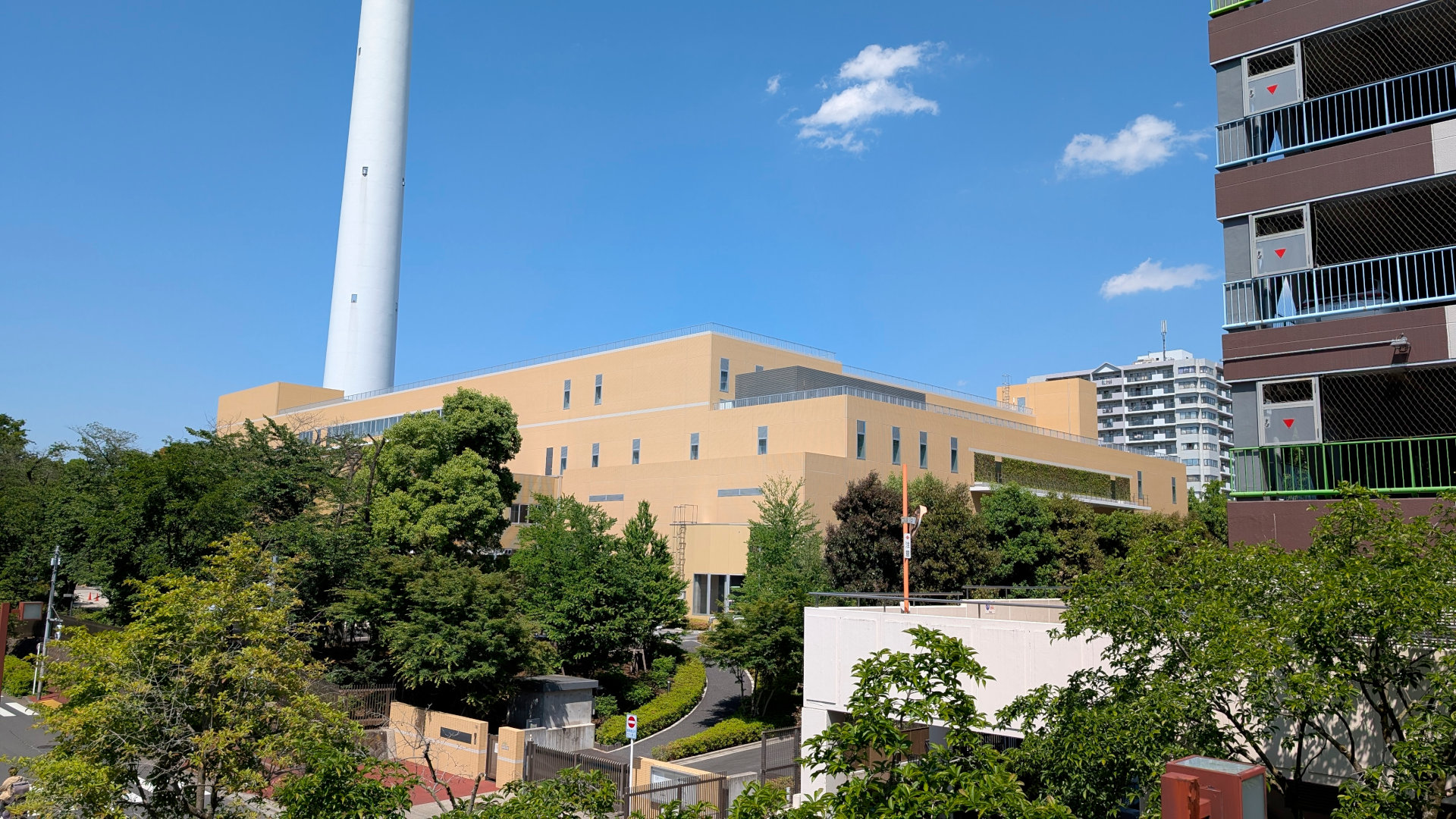
光が丘清掃工場

開園年月日1981年（昭和56年）12月26日
面積60.7 ha（無償貸与国有地51.5 ha、国からの購入による都有地9.2 ha）
樹木数16,300本、60,200株
主な植物
- ヒマラヤスギ
- マテバシイ
- ツツジ
- ケヤキ
- キンモクセイ
- トチノキ
- クスノキ
- アジサイ
- アキニレ
- イチョウ
- カントウタンポポ

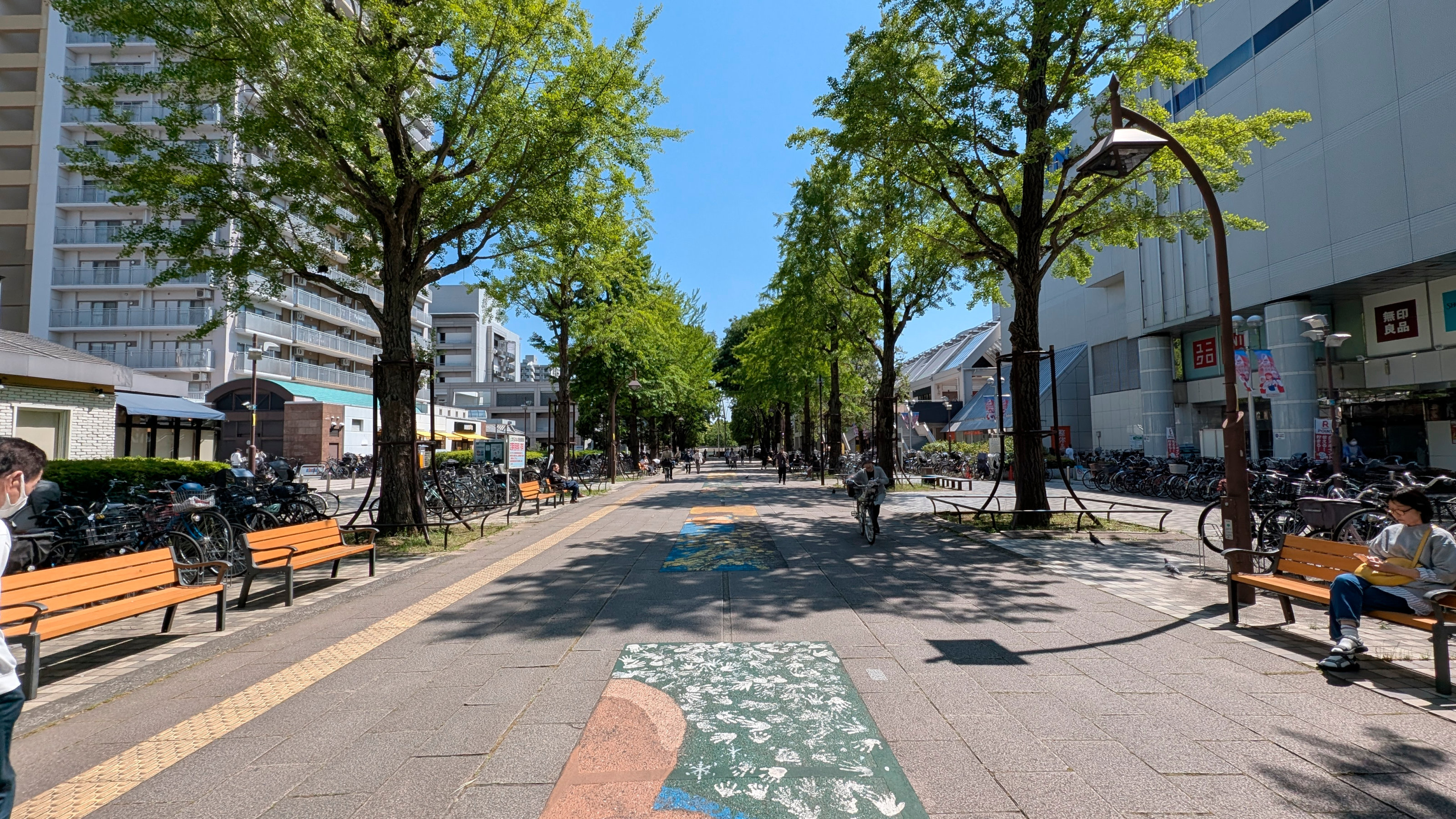
イチョウ並木・ふれあいの径(みち)
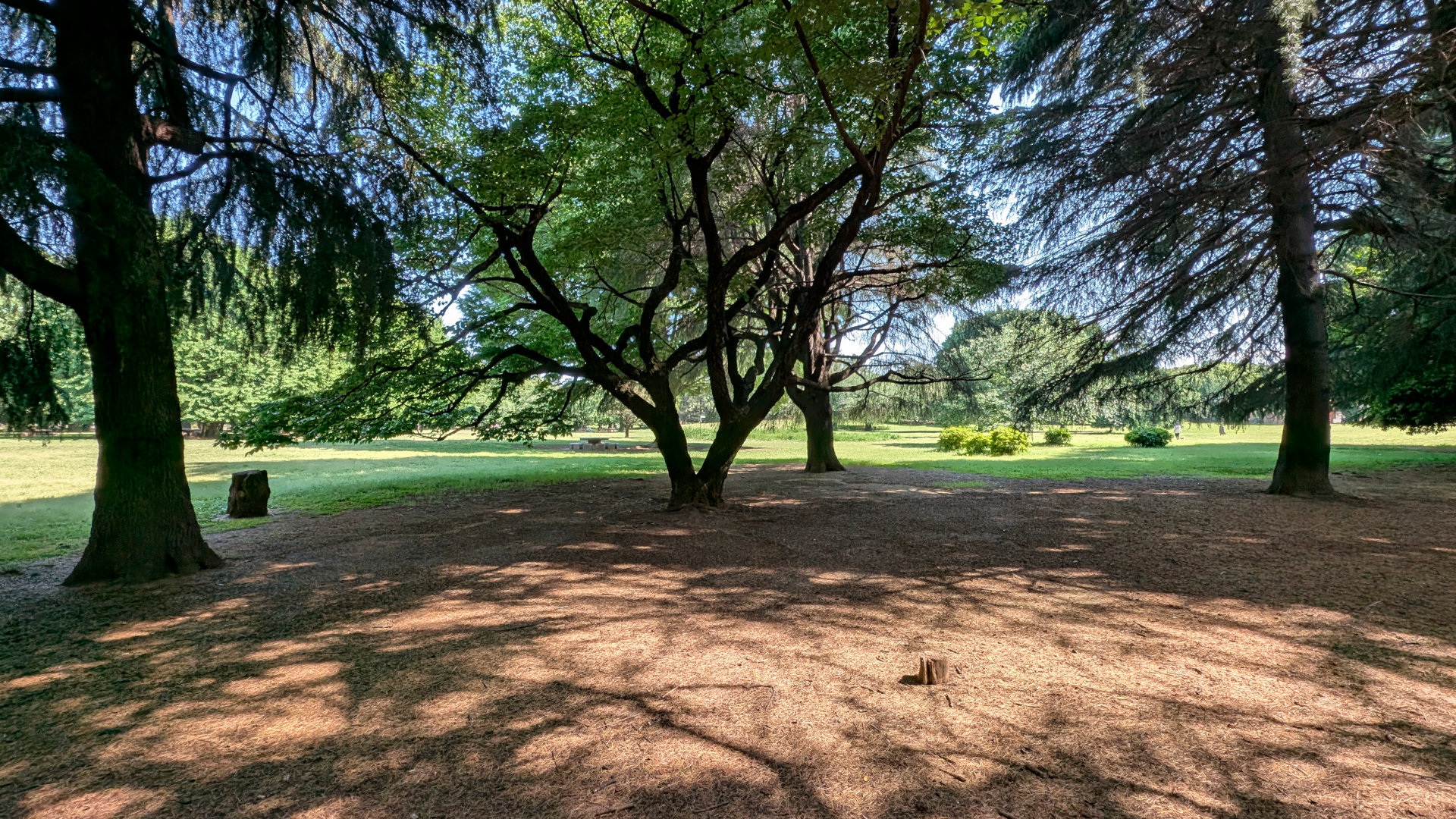
ヒマラヤ杉の樹林・芝生広場

主な施設
- 野球場（4面）
- 陸上競技場（400 mトラック）
- テニスコート（人工芝）（8面）
- モニュメント「光のアーチ」
- 水景施設（噴水）
- デイキャンプ場（要予約）
- バーベキュー広場（要予約）
- ゲートボール場
- 少年サッカー場
- 弓道場（和・洋両用、90 mの遠的）
- バードサンクチュアリー
- テニス練習ボード
- ちびっ子広場
- 区立光が丘図書館
- 区立光が丘体育館

施設の紹介
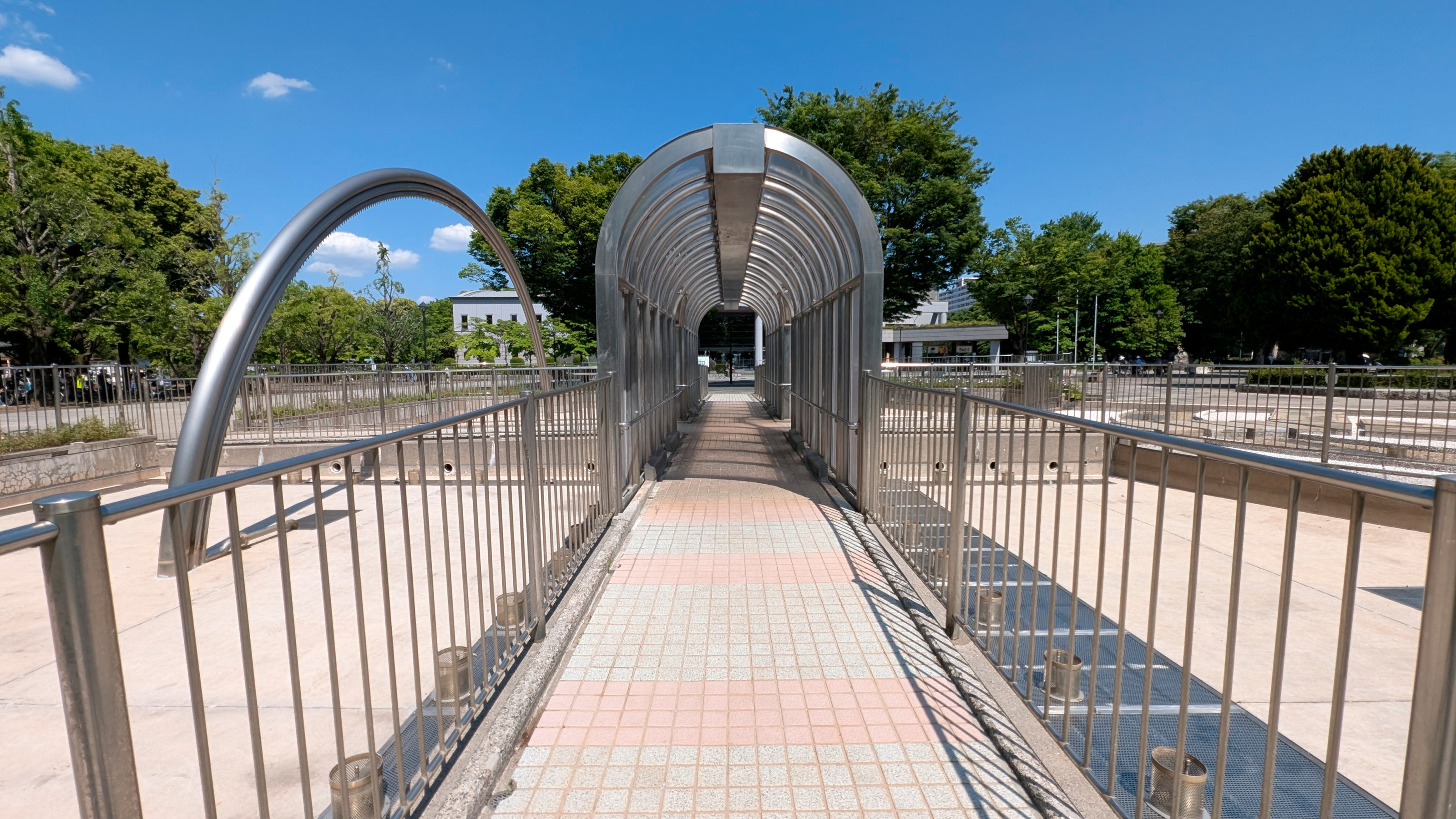
ウォータートンネル
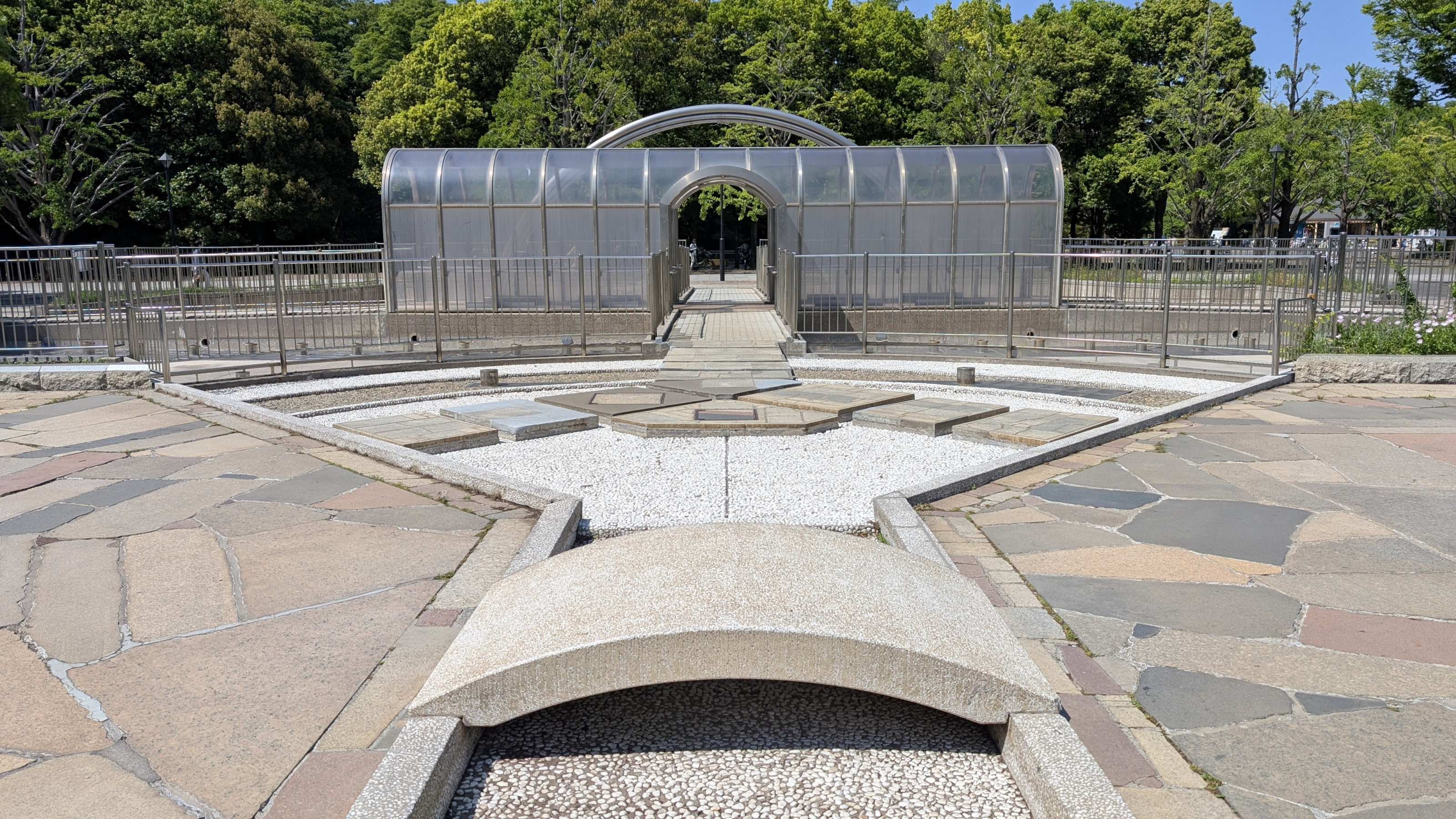
水景施設(奥がウォータートンネル)
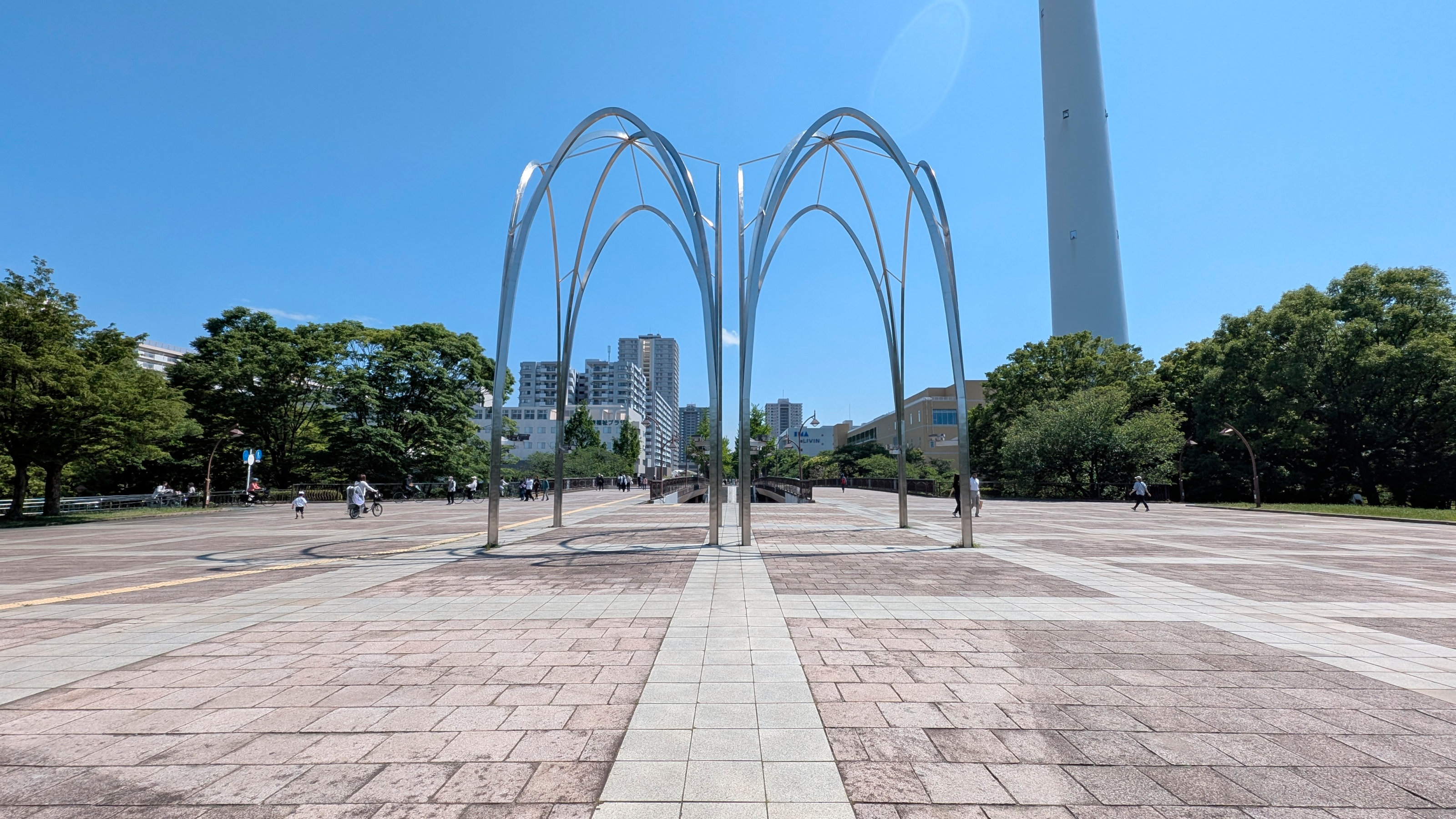
けやき広場・光のアーチ
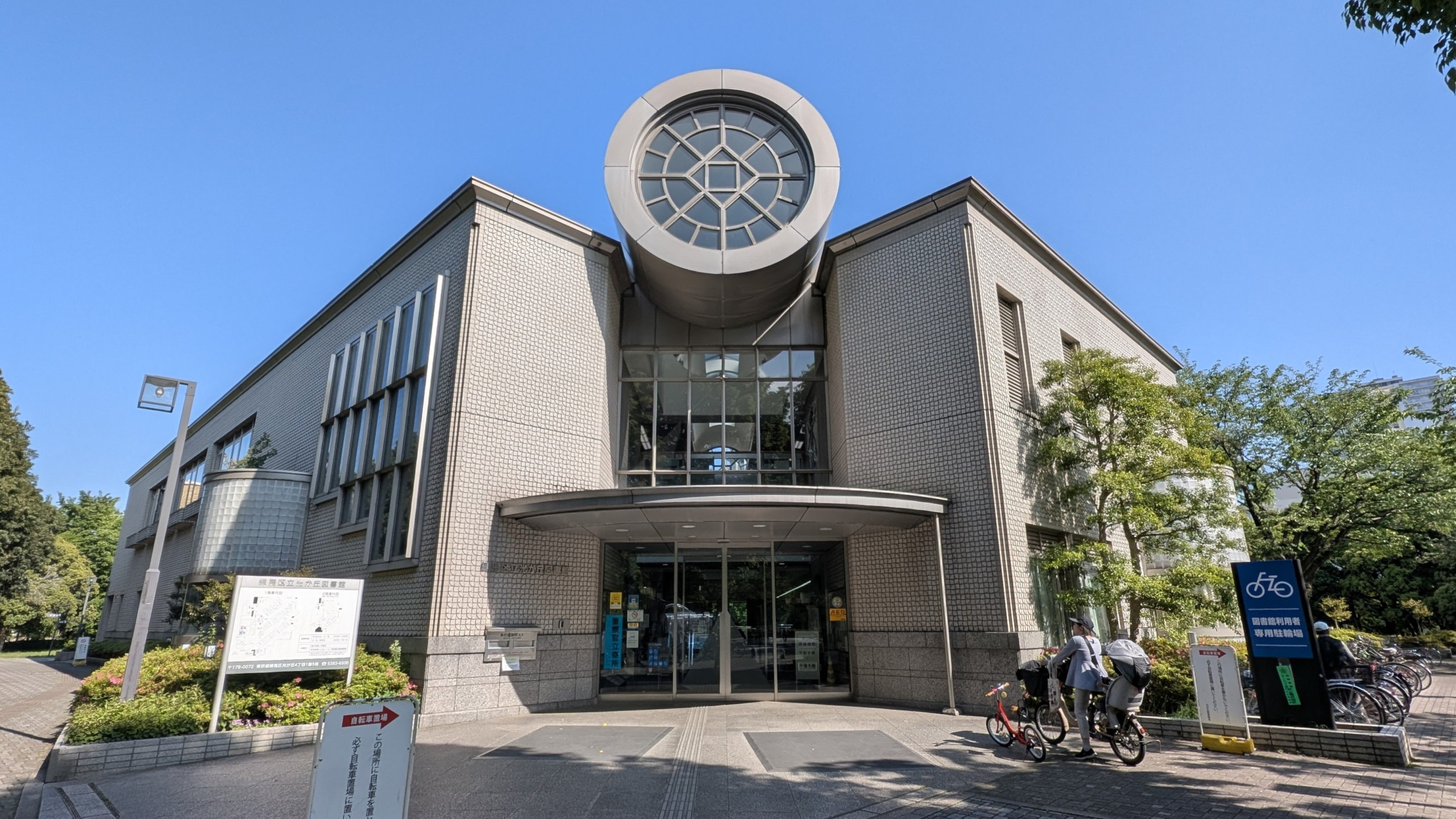
光が丘図書館
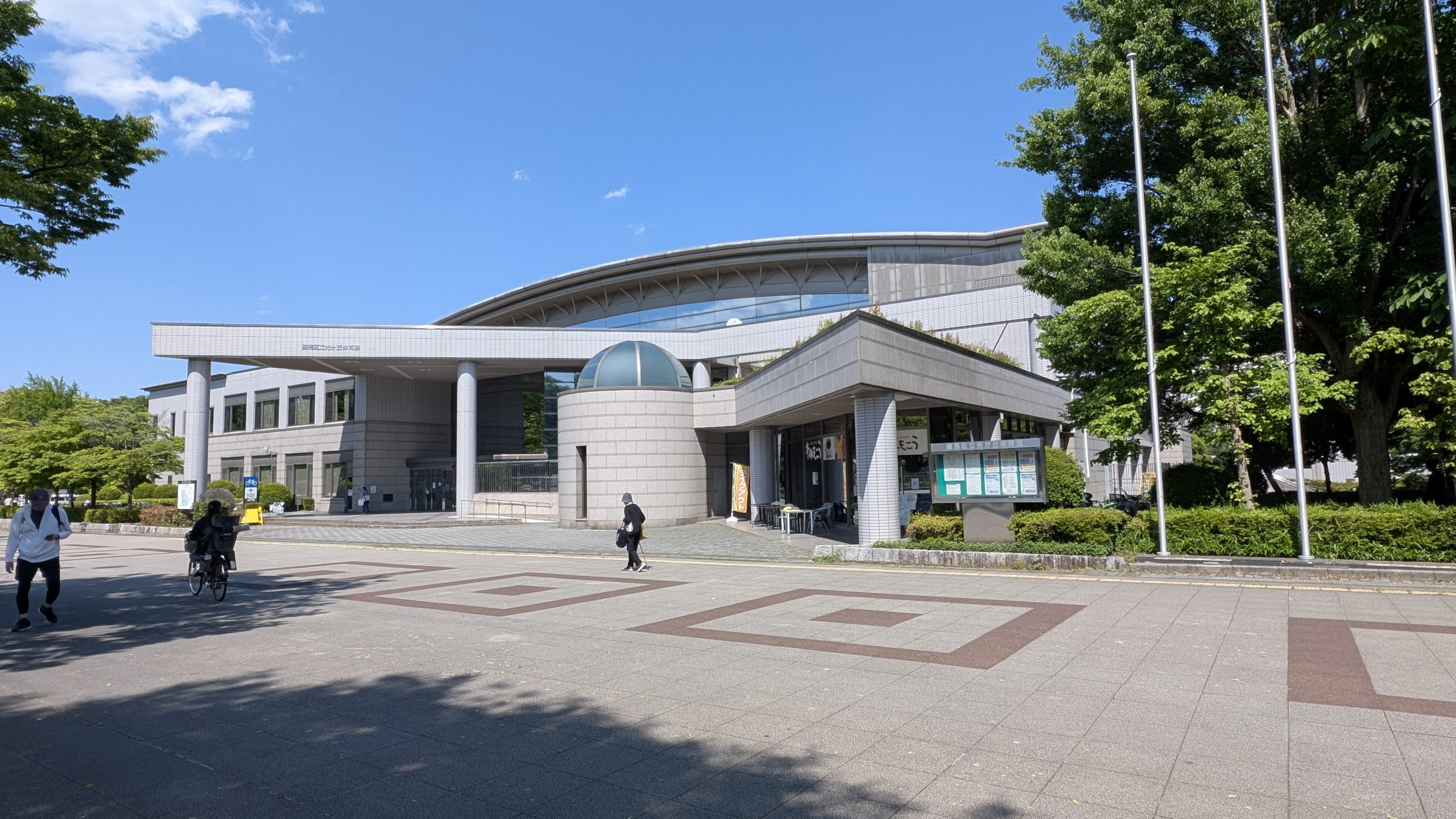
光が丘体育館
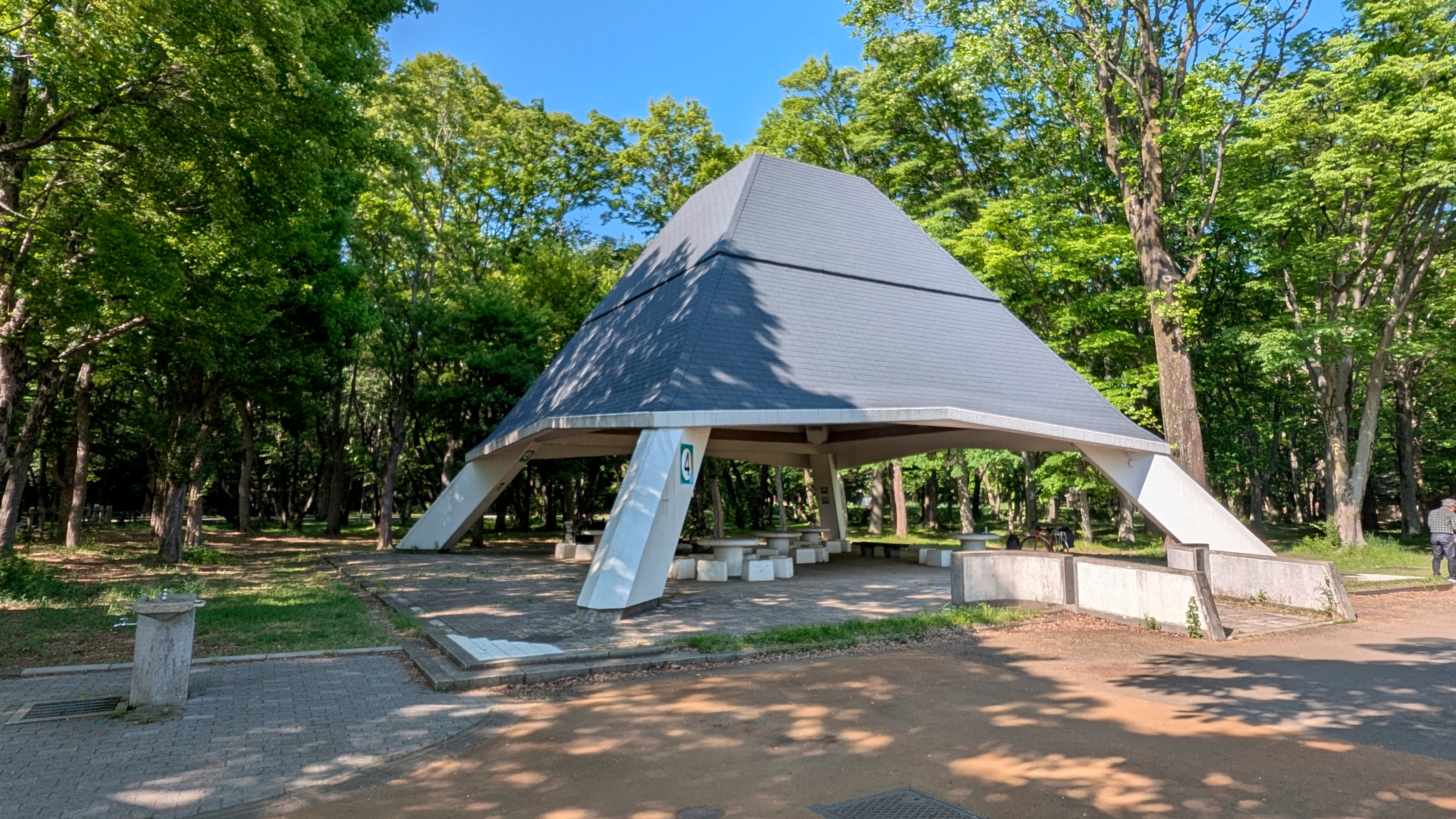
バーベキュー広場
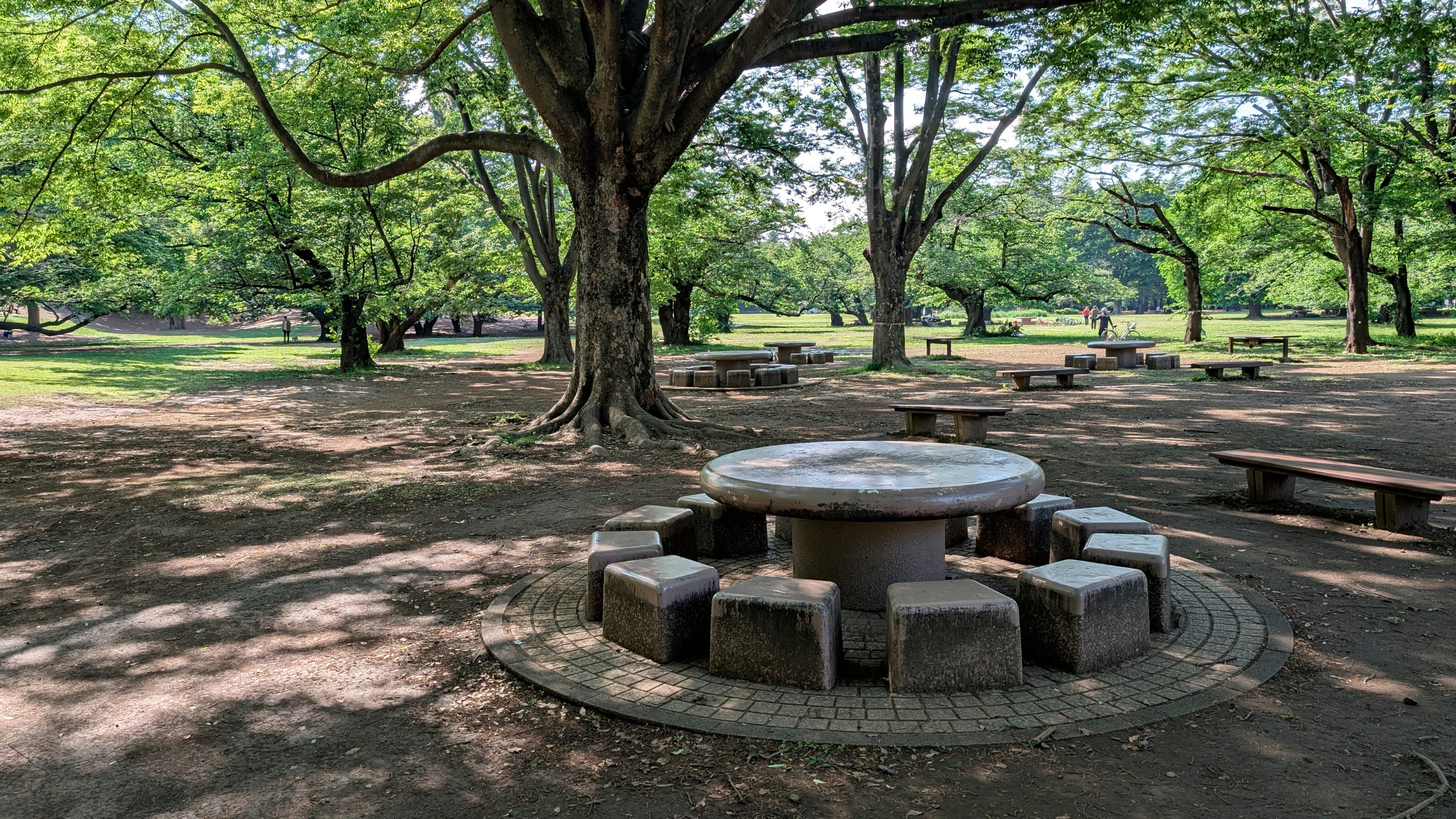
休憩所・芝生広場

## 防災公園としての役割

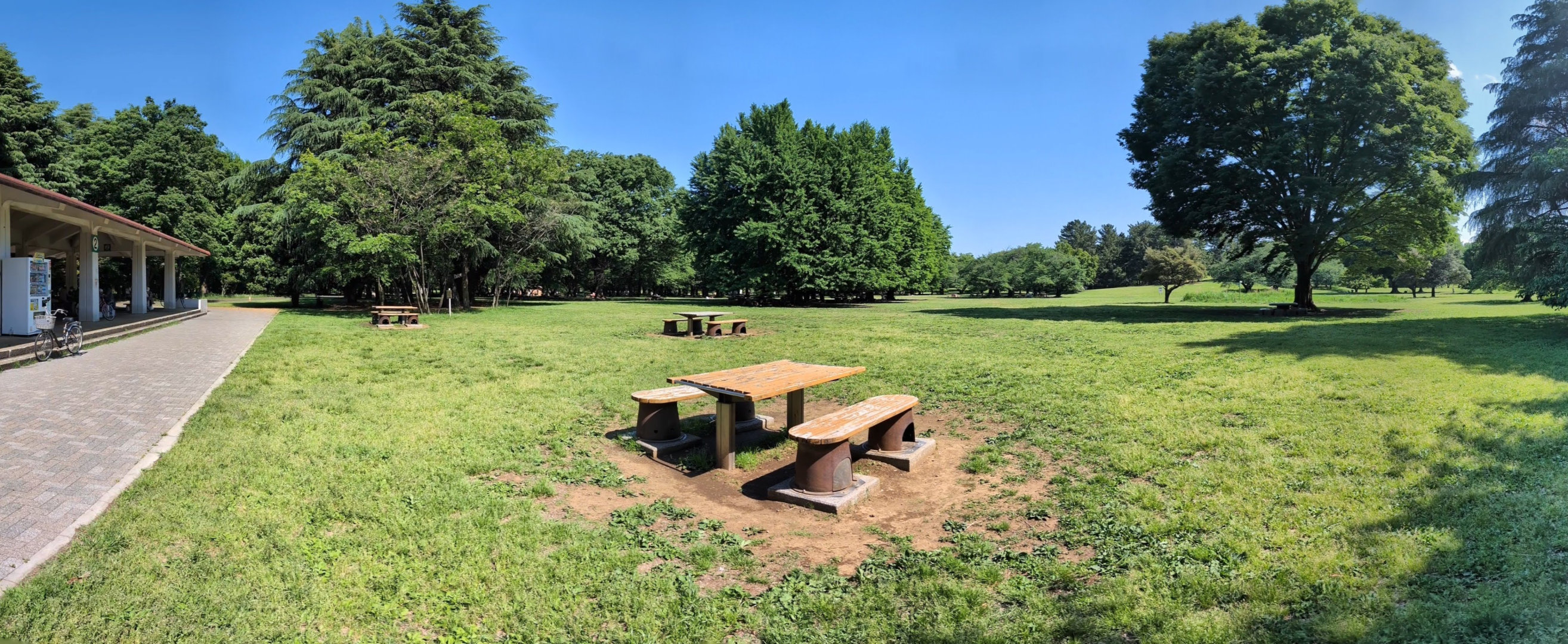
災害対応かまどベンチ(芝生広場)

光が丘公園は災害時の避難場所として活用される防災公園でもある。
練馬給水所として、地下に25mプール800杯分に相当する20万㎥の貯水槽が野球場や陸上競技場あたりに設置されている。
埼玉県の三郷浄水場と板橋区の三園浄水場から送られた水を貯め、23区の城北・城南地区に給水する。
例えば、テニスコートの近くには3か所の災害時給水ステーションが備わり、ポリタンクやペットボトルを持参すると給水が受けられる。
防災公園としての機能は目に付くところにもある。
- かまどベンチ

普段はベンチとして使用されるが、災害時には座る部分の板を外すと、かまどとして利用できる。これは芝生広場の東屋の近くと、バーベキュー広場に設置されている。
- 災害対応トイレ

マンホールのふたには「災害用トイレ」と書かれており、下水管に直結している。ふたを開けて、その上にテントや便器を設置して利用するもので、サービスセンターの近くと芝生広場で見かける。
その他、緊急時には野球場や陸上競技場がヘリコプター臨時離着陸場として利用されることになる。

## アクセス
最寄り駅
- 都営大江戸線：光が丘駅（徒歩8分）
- 東京メトロ有楽町線・ 副都心線：地下鉄赤塚駅（徒歩13分）
- 東京メトロ有楽町線・ 副都心線：地下鉄成増駅（徒歩15分）

バスの場合
- 東武東上線成増駅より西武バス（光が丘駅行き）光が丘公園北下車 （徒歩0分）

車の場合
- 駐車台数：234台
- 料金：1時間まで300円、以後30分毎に100円

## イベント
- ハワリンバヤル - モンゴルを紹介する日本最大級のモンゴルのフェスティバル。毎年、ゴールデンウィーク中に開催。
- 練馬こどもまつり - 毎年5月に開催。
- よさこい祭り in 光が丘公園 - 毎年7月に開催。

## 特撮のロケ地
特撮の聖地であり、『メタルヒーローシリーズ』、『仮面ライダークウガ』、『仮面ライダーアギト』などの撮影が行われ、『スーパー戦隊シリーズ』のロケ地も1990年（平成2年）頃までは本公園で固定されていた。同年以降も時々利用される。